# Perzische dans
Perzische dans (Perzisch: Raghs-e Iraani / رقص ایرانی) refereert aan de dans die zijn oorsprong vindt in de Perzische/Iraanse geschiedenis. Perzische dans omvat een groot aantal stijlen. Vanuit de verschillende volkeren en culturen die in de loop van de geschiedenis hebben samengeleefd in Perzië is een grote verscheidenheid aan verschillende dansstijlen ontstaan. Iedere dansstijl representeert de gewoonten en emoties van het volk en de cultuur waaruit het is ontstaan en dit maakt de Perzische dans tot een zeer gevarieerde en fascinerende dansvorm.
Perzische dans kenmerkt zich door sierlijkheid. Een Perzische danseres legt haar ziel en zaligheid in iedere beweging en elke beweging dient perfect en sierlijk te worden uitgevoerd. Dit uit zich in de gelaatsuitdrukking, de bewegingen die vanuit de armen doorlopen in de handen en vingers, de schouderbewegingen en de draaien. 
In Perzische dans zijn door volksverhuizingen vanuit India veel invloeden uit Indiase dans te ontdekken.

## Stijlen
- Baba karam
- Bandari
- Bojnurdi dance
- Classical Persian court dance
- Haj Naranji dance
- Kereshmeh
- Khaliji Dance
- Kharman dance
- Khorasani dance
- Latar dance
- Lezgi dance
- Luri
- Matmati
- Mazandarani
- Motrebi dance
- Qasemabadi
- Raqs-e Choobbazi
- Raqs-e Parcheh
- Ru-Howzi
- Shamshir dance
- Shateri dance
- Tehrani dance (Tehrooni)
- Vahishta
- Zaboli dance
- Zargari dance

## Danseressen
In de huidige cultuur is Perzische dans een zeldzame dansvorm. Sinds dansen na de Islamitische Revolutie in Iran verboden werd, zijn er in Iran officieel geen mogelijkheden om deze dansvormen te leren. Iraniërs die in het buitenland leven houden de dansvormen levend. Enkele noemenswaardige internationale danseressen zijn Shahrokh Moshkin-Ghalam, Helia (Iraans/Nederlands), Banafsheh Sayyad en Shahrzad Khorsandi.